# Deltaspis ivae
Deltaspis ivae là một loài bọ cánh cứng trong họ Cerambycidae.